# Miguel Angel Sebastián Martínez
Miguel Angel Sebastián Martínez (ur. 28 września 1950 w Saragossie) – hiszpański duchowny rzymskokatolicki działający w Czadzie, od 2018 biskup Sarh.